# Mukopolisaharid
Glikozaminoglikani (skraćeno GAG), poznati kao mukopolisaharidi, su složeni ugljikohidrati, sastavljeni od ravnih, nerazgranatih polisaharidnih lanaca. Lanci su građeni od ponavljajućih disaharidnih jedinica, koje se pak sastoje od određene uronske kiseline ili rjeđe galaktoze (samo u keratan-sulfatu (KS) gdje je uronska kiselina zamijenjena galaktozom) i određenog aminošećera, točnije heksozamina. Heksozamin može biti ili D-glukozamin (odnosno N-acetil-glukozamin) ili D-galaktozamin (odnosno N-acetil-galaktozamin), dok uronska kiselina može biti glukuronska (GlcUA) ili iduronska (IdUA) kiselina. Ravni GAG lanci mogu biti kovalentno vezani za središnji bjelančevinski lanac (s izuzetkom hijaluronske kiseline (HA) koja se veže nekovalentno) i tako tvoriti molekulu proteoglikana. Dakle, proteoglikan se sastoji od velikog broja molekula GAG i sržnog proteina.
Osim hijaluronske kiseline, svi su GAG u zrelom obliku donekle sulfatirani, odnosno sadržavaju određen broj sulfatnih skupina, ili kao O-estere ili kao N-sulfat. Prema tome, hijaluronska kiselina  pruža dvije iznimke, time što ne postoje dokazi njenog kovalentnog vezanja za protein(1) i time što ne sadrži sulfatne skupine(2). GAG i proteoglikani su glavne sastavnice ekstracelularnog matriksa (ECM), posreduju brojne važne biološke uloge i uključeni su u patogenezu mnogih bolesti.

## Biosinteza glikozaminoglikana

### Vezanje na sržne proteine
Prvi korak u sintezi GAG jest ostvarivanje veze između osnove (odnosno prve komponente) budućeg GAG i njegovog sržnog proteina. Sržni protein nastaje u ER-u (endoplazmatskom retikulumu), pa se stoga tu odvija i prvi korak sinteze GAG. Prva komponenta (osnova) GAG i aminokiselina sržnog proteina na koju se ta komponenta veže, razlikuju se ovisno o tipu veze. 
Postoje 3 osnovna tipa veze:
1. O-glikozidna veza između ksiloze (Xyl) i serina (Ser), jedinstvena za proteoglikane. Ostvaruje se prijenosom ksiloze s UDP-ksiloze na serin. Zatim se ksilozi dodaju dva ostatka galaktoze (Gal) i tako nastaje vezni trisaharid Gal-Gal-Xyl-Ser. Prisutna je u kondroitin-sulfatima (CS), heparinu, heparan-sulfatu i dermatan-sulfatu.
2. O-glikozidna veza između N-acetil-galaktozamina (GalNAc) i serina ili treonina (Thr). Prisutna je u keratan-sulfatu II (KS II). Stvara se prijenosom GalNAc s UDP-GalNAc na Ser ili Thr.
3. N-glikozaminska veza između N-acetil-glukozamina (GlcNAc) i amidnog dušika asparagina (Asn). Prisutna je u kreatan sulfatu I (KS I).

### Produljenje lanca
Sljedeći koraci u biosintezi lanca GAG, kao i sve naknadne modifikacije, odvijaju se u GA-u (Golgijevu aparatu), jer su u njemu smješteni svi potrebni enzimi. Nukleotidni šećeri i vrlo specifične glikozil-transferaze nalaze se unutar GA, te su uključeni u sintezu oligosaharidnih lanaca GAG. Visoka specifičnost glikozil-transferaza znači da djeluju po prncipu jedan enzim, jedna veza. Različite glikozil-transferaze, međusobno funkcionalno udružene, čine enzimske sustave produljivanja lanaca, koji imaju sposobnost visoke reprodukcije složenih GAG. 

### Završetak lanca
Do prekidanja sinteze oligosaharidnog lanca GAG dolazi jednim od dva načina:
1. Sulfacijom, posebice u određenim pozicijama šećera
2. Progresijom rastućeg lanca GAG do membranske lokacije na kojoj započinje kataliza.

### Daljnje (naknadne) modifikacije
Nakon stvaranja lanca GAG nastaju brojne kemijske modifikacije, poput uvođenja sulfatnih skupina (najčešće na GalNAc) i epimerizacije GlcUA u ostatke IdUA. Sulfaciju kataliziraju sulfotransferaze i koriste se 3'-fosfoadenozin-5'-fosfosulfatom (PAPS) kao donorom sulfata. Sulfotransferaze su visoko specifične, što znači da kataliziraju sulfataciju u točno odreženim pozicijama šećera akceptora. Epimeraza katalizira pretvaranje glukuronila u ostatke iduronila.